# Félix Simtaine
 (juin 2014).
Si vous disposez d'ouvrages ou d'articles de référence ou si vous connaissez des sites web de qualité traitant du thème abordé ici, merci de compléter l'article en donnant les références utiles à sa vérifiabilité et en les liant à la section « Notes et références ».
Félix Simtaine, batteur et figure du jazz belge, est né en 1938 à Verviers. 

## Biographie
Il découvre la musique dès son enfance. Il commence en s'essayant au trombone, discipline qu'il abandonnera rapidement pour la batterie. Autodidacte, il commence une carrière amateur dès les années 1950 avec ses compagnons de l'époque (René Thomas, J. R. Monterose, Léo Fléchet, Robert Jeanne, Jean Lerusse et Jacques Pelzer), avec qui il parcourt de nombreux festivals en Belgique.
À la fin des années 1960, sous le conseil du batteur américain Stu Martin, il se lance dans une carrière professionnelle. Il s'essaye d'abord au rock et au free rock mais revient à sa passion de toujours : le jazz. Durant les années 1970, il fait partie de nombreux groupes jusqu'à la création de Act 12 (premier nom d'Act Big Band) en 1978, son propre big band. Le succès est au rendez-vous et le groupe donne de nombreux concerts, enregistre cinq albums entre 1980 et 1996, et joue avec des musiciens de renom tels que Toots Thielemans, Joe Lovano, John Ruocco, Guy Cabay, Jon Eardley et Joe Lee Wilson. 
En 1982, il participe à la création d'un trio avec John Ruocco et de Jean-Louis Rassinfosse, simplement appelé The Trio. Toujours actif aujourd'hui, le trio était l'un des groupes les plus novateurs des années 1980 et participa à de nombreux festivals. Le Trio mettra 25 ans à sortir son premier album, A Ghost of a Chance (2007).
En 1993, il monte le groupe East and West Connection à la suite de plusieurs tournées en Europe de l'Est et l'enregistrement d'un CD live à Cracovie dans le cadre du Festival international de jazz.
En 1996, son disque Intensive Act est une compilation de tous ses penchants musicaux. Il y apparaît en solo, en trio et quartet avec Éric Legnini et Phillipe Aerts, en quintet avec Gary Smulyan et naturellement, avec Act Big Band. 
En 1998, Act Big Band fête ses 20 ans lors du festival de Liège. La même année, le groupe est élu « meilleur big band belge » tant par les auditeurs de la RTBF/VRT, que par les critiques francophones. 
Durant toute sa carrière, il collabore avec de nombreux artistes et en retrouve certains autour d'un album, d'autres autour d'une série de concerts et de projets musicaux.

## Discographie

### En tant que leader
- 2012 : Act Big Band & Guests - Extremes (Igloo)
- 2007 : Ruocco / Simtaine / Rassinfosse Trio - A Ghost of a Chance (AZ Productions)
- 2001 : 10 Ans de Jazz à Liège : 1991-2000 (Liège Maison du Jazz)
- 1996 : Félix Simtaine - Intensive Act (Igloo)
- 1992 : Brussels Jazz Promenade - Brussels Jazz Promenade (Live Music)
- 1989 : Artistes de Wallonie et Bruxelles - Le Jazz perd le Nord (WBM)
- 1987 : Act Big Band & Guests – Extremes (Igloo)

### En tant que participant
- 1975 : Michel Herr - Perspective / Solis Lacus (B. Sharp)
- 1977 : Michel Herr Trio - Ouverture Eclair (Oryx)
- 1991 : Jeanfrançois Prins Quintet - N.Y. Stories (Gam)
- 1991 : René Thomas - Guitar Genius (AMC)
- 1995 : Eric Legnini - Rhythm sphere (Igloo)
- 1995 : Richard Rousselet - No, Maybe...! (B. Sharp)
- 1996 : Lew Tabackin / Félix Simtaine / Philippe Aerts - L'Archiduc - Round About Five (Igloo)
- 1996 : Octurn - Chromatic History (W.E.R.F.)
- 1997 : Fabien Degryse - Hommage à René Thomas (Igloo)
- 1999 : Paolo Radoni Quartet Live - Coast To Coast (Lyrae Records)
- 2002 : Bert Joris Quartet – Live (W.E.R.F.)
- 2003 : Robert Jeanne Quartet - Blue Landscapes (Igloo)
- 2011 : Eric Legnini - Rhythm sphere (Igloo)
- 2012 : Charles Loos Trio - Secret Laughs (Igloo)
- 2012 : Solis Lacus - Solis Lacus (Heavenly Sweetness)
- 2013 : Stéphane Mercier – Duology (Quetzal Records)

### En tant qu'invité
- 1978 : Paolo Radoni – Vento (KBL)[3]